# Музей Бехруза Кенгерли
Музей Бехруза Кенгерли (азерб. Bəhruz Kəngərli muzeyi) — мемориальный музей, посвящённый азербайджанскому художнику, графику и живописцу Бехрузу Ширалибек оглы Кенгерли. Музей расположен на пересечении улиц Ататюрк и Истиглал города Нахичевань Нахичеванской Автономной Республики. 
Главой музея является Сабина Алиджанлы.

## История

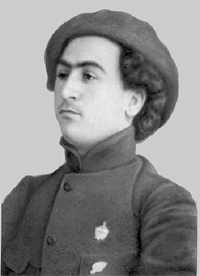
Бехруз Кенгерли

Музей создан Указом Председателя Верховного Меджлиса Нахичеванской Автономной Республики от 22 мая 2001 года и постановлением Кабинета Министров Азербайджанской Республики от 13 июля 2002 года с целью увековечить память деятеля азербайджанского искусства живописи Бехруза Кенгерли.
18 июня 2002 года состоялась церемония открытия музея, в которой принял участие Президент Азербайджанской Республики Гейдар Алиев.

### Экспозиция
В музее экспонируются образцы искусства и культуры, 56 из которых — оригиналы картин художника, а также 300 экземпляров фотографий художника, его семьи, его жизни и произведений, предметы домашнего обихода и другие предметы.
В 2012 году президент Азербайджанской Республики Ильхам Алиев подписал распоряжение о проведении 120-летнего юбилея Бехруза Кенгерли. В соответствии с распоряжением в музее были проведены ряд мероприятий. 9 декабря 2012 года в музее открылась выставка, посвященная 120-летнему юбилею художника.
2 февраля 2018 года в музее состоялась презентация трёх работ Бехруза Кенгерли, которые были переданы в Музей Бахруза Кенгерли в Нахичевани Азербайджанским национальным музеем искусств.

### Здание музея
Здание музея построено в 1897 году, и является историко-архитектурным памятником. В XX веке здание служило в качестве школы для девочек, педагогический техникум, а затем медицинский техникум. 
В 2012—2013 годах произведена реставрация. 24 июня 2013 года состоялось открытие отреставрированного здания.
Общая площадь — 560 м². Состоит из двух этажей. На первом этаже расположены 7 комнат, на втором — 5.
Здание построено из сырого кирпича, облицовано обожжённым кирпичом. Толщина стен — 90 см. На втором этаже расположен балкон, выходящий на западную часть. Вход в здание находится в северной части.